# Factor neurotrófico derivado del cerebro
El factor neurotrófico derivado del cerebro o FNDC (también conocido como BDNF, del inglés brain-derived neurotrophic factor) es una proteína que en los humanos está codificada por el gen BDNF. El BDNF es una proteína que actúa como factor de crecimiento de la familia de las neurotrofinas asociadas al factor de crecimiento nervioso. Estas neurotrofinas se encuentran en el cerebro y el tejido periférico. Se le considera una miocina.
El BDNF es un factor polipeptídico que se une y activa al receptor de la tirosina quinasa TrkB. Tras las primeras pruebas de que este factor era importante para la supervivencia de las neuronas motoras y del hipocampo, se han acumulado datos que demuestran que el BDNF tiene un papel importante en los procesos fisiológicos subyacentes a la plasticidad y el desarrollo del sistema nervioso. El BDNF y la TrkB son necesarios para la neurogénesis hipocampal normal en el roedor adulto. En la Tabla 1 se exponen sus principales características.

## BDNF y ejercicio físico
El BDNF parece ser un mediador muy importante de los efectos del ejercicio físico en el cerebro, especialmente en la cognición. Sin embargo, los mecanismos subyacentes que conducen a un aumento de los niveles de BDNF durante la actividad cardiovascular y muscular inducida por el ejercicio físico aún no están claros.
De entre todas las neurotrofinas (moléculas que estimulan la supervivencia, la diferenciación y el crecimiento neuronal), el factor neurotrófico derivado del cerebro es el que se ve más afectado por el ejercicio. El BDNF circulante incrementa con el ejercicio aeróbico, y especialmente con el ejercicio de alta intensidad. Se ha demostrado que la liberación de BDNF en el cerebro humano aumenta con una sesión aguda de ejercicio, lo que sugiere que el ejercicio también media la producción central de BDNF en los seres humanos. El BDNF promueve el crecimiento y proliferación de células en el hipocampo, y un entrenamiento aeróbico durante 3 meses ha demostrado incrementar el volumen hipocampal en individuos sanos y en pacientes con esquizofrenia en un 12% y 16%, respectivamente.
| Estructura                                                                                         | Similar a otras neurotrofinas; es inicialmente sintetizado como un precursor (pro-BDNF, de 32kDa), el cual es posteriormente escindido para generar el BDNF maduro (mBDNF, 14kDa) |
| Principal tejido de origen                                                                         | Tejidos neuronales: cerebro (p.ej. hipocampo) y resto del sistema nervioso central Tejidos no-neurales: células vasculares endoteliales, plaquetas, linfocitos, eosinófilos, monocitos, glándula pituitaria, músculo esquelético (posiblemente principalmente fibras fibras de tipo II y células satélite o neuronas dentro de los lechos lechos musculares) |
| Principal tipo de ejercicio que probablemente maximice su liberación/secreción                     | Ejercicio aeróbico de moderada intensidad |
| Principal tejido(s) diana asociado con la liberación inducida por el ejercicio                     | Músculo esquelético Cerebro |
| Principales efectos biológicos asociados con la liberación inducida por el ejercicio               | ↑ Oxidación de la grasa muscular ↑ Neuroplasticidad |
| Principales beneficios putativos en la salud asociados con la liberación inducida por el ejercicio | ↑ Capilarización de tejidos isquémicos ↑ Mantiene las funciones cerebrales y promueve la neuroplasticidad |
| Potenciales aplicaciones médicas futuras/Enfermedades objetivo                                     | Mejorar el tratamiento antidepresivo/ ansiolítico; protección contra la neurodegeneración (incluyendo posiblemente demencia) |
| Consideraciones dietéticas                                                                         | La restricción calórica podría maximizar los efectos del ejercicio (al menos en modelos murinos diabéticos) |

### BDNF, ejercicio físico y cognición
Como expone Adrián Castillo: "El músculo durante el ejercicio libera diversas miocinas que modifican diferentes respuestas en el cerebro. Una de ellas es la catepsina B, que después de atravesar la barrera hematoencefálica aumenta los niveles de BDNF (factor de crecimiento nervioso) y de doblecortina. Estos dos factores aumentan la migración neuronal y la neurogénesis, mejorando por ello el aprendizaje, la memoria y el estado de ánimo." 

## Posibles aplicaciones
Existe un gran interés en el BDNF, como posible agente farmacológico y por su posible papel en la acción terapéutica de los psicofármacos. El BDNF es necesario para la supervivencia de algunas poblaciones de neuronas durante el desarrollo. Estas propiedades neurotróficas del BDNF llevaron a probarlo para la esclerosis lateral amiotrófica (ELA). Desafortunadamente, el ensayo clínico de fase III del BDNF no pudo demostrar un efecto significativo para el tratamiento de la ELA. Aunque se han realizado investigaciones dirigidas a un posible papel del BDNF en el tratamiento de otras enfermedades neurodegenerativas, ahora existe un gran interés en el papel que el BDNF puede tener en el tratamiento del trastorno depresivo mayor.